# 第一学院
第一学院（だいいちがくいん）は、株式会社ウィザスが経営する予備校及び通信制高等学校のサポート校。旧名：第一高等学院。
高等学校卒業程度認定試験（高認）受験指導、通信制高校のサポート校事業、キャリアデザイン開拓指導を業務とする。

## 歴史
- 1985年 - 全国初の本格的な大検専門予備校（現在の高卒認定予備校）を東京亀有に創設
- 1998年 - 通信制高校サポート校事業として高校コースを開講
- 2002年 - 高校コースの全国展開
- 2005年 - 構造改革特区を活用し、ウィザス高等学校を開校
- 2008年 - 構造改革特区を活用し、ウィザスナビ高等学校を開校
- 2012年 - 学校名を「第一高等学院」から「第一学院」へ変更
  - ウィザス高等学校とウィザスナビ高等学校の校名を第一学院高等学校（それぞれ、高萩本校・養父本校となり、2キャンパス制の1校に統合）へ変更
- 現在は高卒認定コース、サポート校運営は行っていない。